# ماریو ریواس
ماریو ریواس (انگلیسی: Mario Rivas؛ زادهٔ ۶ مارس ۲۰۰۷) بازیکن فوتبال اهل اسپانیا است. وی همچنین در تیم ملی فوتبال زیر ۱۷ سال اسپانیا بازی کرده است.
او در حال حاضر برای رئال مادرید کاستیا در پست مدافع بازی می‌کند.